# Läppgurami
Läppgurami (Trichogaster labiosa) är en fiskart som beskrevs av Day, 1877. Läppgurami ingår i släktet Trichogaster och familjen Osphronemidae. IUCN kategoriserar arten globalt som livskraftig. Inga underarter finns listade i Catalogue of Life.